# Invitation à la vie
Pour les articles homonymes, voir IVI.
Invitation à la vie, aussi appelée Invitation à la vie intense (IVI), est une association fondée en 1983 par Yvonne Trubert, née Dolo (1932-2009). Elle se revendique comme un mouvement d'inspiration chrétienne. Classée comme secte guérisseuse par le rapport de la commission d'enquête sur les sectes en 1995, elle a prétendu guérir des maladies aussi graves que le cancer, le SIDA, la maladie de Parkinson, la sclérose en plaques, par la prière, l'imposition des mains ou encore l'« harmonisation des centres énergétiques » du corps, provoquant la mort de personnes ayant arrêté leur traitement conventionnel, convaincues par de fausses promesses de guérison. 

## Historique
Yvonne Trubert est née le 23 octobre 1932 à Laurenan (Côtes-d'Armor), dans une famille nombreuse et modeste.
Mère de famille de quatre enfants, elle quitte sa Bretagne natale pour s'établir en Île-de-France où elle devient la gérante d'un magasin de couture dans le 11e arrondissement de Paris. Persuadée qu'elle dispose d'un pouvoir de guérison, elle fait la connaissance de guérisseurs et de magnétiseurs, s'initie à la littérature ésotérique et occultiste, et s'entraîne à soigner de nombreuses personnes.
Se présentant comme la « vivante réincarnation du Saint-Esprit », sa réputation s'étend en particulier dans un milieu bourgeois et catholique de l'Ouest parisien qu'elle séduit en affirmant que ses « guérisons » ne sont obtenues que par la prière,. Elle s'installe en 1976 comme voyante dans un appartement du 16e arrondissement de Paris, rue Michel-Ange.
À partir de l'année 1980, Yvonne Trubert anime un groupe de prière catholique qui se développe rapidement et touche jusqu'à 750 familles, selon le père Jacques Trouslard qui enquête sur ce mouvement. Les statuts d'Invitation à la Vie sont déposés à la préfecture de Police de Paris le 16 mars 1983.
En 1987, Le Nouvel Observateur dénonce « le système christo-maristo-hinduisto-naturopathicobioénergétique » de ce mouvement, qui avait rapidement fait des milliers d'adeptes en prétendant guérir miraculeusement des maladies aussi graves que le cancer, la maladie de Parkinson, la sclérose en plaques et même la trisomie 21 par la prière, l'imposition des mains ou encore l'« harmonisation des centres énergétiques » du corps, ou « chakras ». Plusieurs personnes sont mortes en ayant arrêté leur traitement conventionnel à la suite de promesses de guérison,.
La même année, le secrétariat général de l'épiscopat français publie une mise au point à propos du mouvement : « Il est urgent et nécessaire de mettre en garde les catholiques de France contre les thèses réductrices et destructrices de la foi enseignée par le mouvement Invitation à la Vie (I.V.I.) [...] La doctrine d'Invitation à la Vie est en effet une véritable gnose en opposition radicale avec la foi chrétienne, constituée par un curieux amalgame de théories empruntées au christianisme, à l'hindouisme et à la bio-énergie. »

## Organisation

### Rayonnement et effectifs
En France, des centres existent dans la quasi-totalité des départements de la métropole, et une antenne d'accueil est implantée en Guyane[réf. nécessaire].
Des centres sont également installés dans d'autres pays d'Europe : en Belgique, en Allemagne, aux Pays-Bas, Italie, en Espagne, au Royaume-Uni, en Bulgarie, en Estonie. On trouve Invitation à la Vie au Niger, au Mexique, en Colombie, en Équateur, au Chili, au Brésil, en Australie, en Nouvelle-Zélande, à Vanuatu[réf. nécessaire].
Le groupe compte ou a compté dans ses rangs de nombreux médecins, des cadres d'entreprises, une animatrice de télévision et une personnalité politique, Georgina Dufoix, qui a fait l'éloge du mouvement,.

### Membres ou anciens membres
- Yvonne Trubert (fondatrice)
- Daniel Chauvin (président)
- Eric d'Indy (vice-président), cofondateur et président d'Invitation to Health
- Georgina Dufoix
- Agnès et Bernard Loiseau, anciens propriétaires du mensuel Psychologies magazine[9]
- Amaury d'Harcourt[10], condamné à huit ans de réclusion pour complicité d’assassinat dans le cadre de l'Affaire Bissonnet[11].
- Yves Godard aurait été proche de l'association[8].

## Controverses et polémique

### Accusations de dérives sectaires
En France, l'association Invitation à la Vie est classée comme « mouvement sectaire » dans les rapports n°2468 et n°1687 (1995 et 1996) réalisés par la Commission d'enquête parlementaire. Elle est répertoriée parmi les groupes comptant entre 500 et 2 000 adeptes sous le type dominant « pseudo-catholique », avec pour type associé « guérisseur ». Une ancienne adepte la désigne en ce sens. Des témoignages indiquent que des personnes ont refusé de se faire soigner ou de faire soigner leur enfant par des traitements conventionnels, ce qui a entraîné leur mort,. Elle est, au même titre que l'Église de Scientologie, la Science chrétienne et l'antoinisme, désignée comme une « religion de guérison » par Régis Dericquebourg, sociologue français, dans son ouvrage Croire et guérir paru en 2001. En 2003, le rapport de la MIVILUDES mentionne, dans les affaires judiciaires liées à des atteintes à la santé que  « deux parents, exerçant à l’époque des responsabilités au sein du mouvement Invitation à la vie intense (IVI) font l’objet d’une information judiciaire pour défaut de soins sur mineur de 15 ans par ascendant. L’enfant, atteint d’une leucémie, avait été envoyé en Allemagne pour y subir un traitement à base de plantes. Par la suite, son état de santé avait empiré jusqu’à devenir critique. »
La liste des sectes dressée 1995 « a permis de cerner le phénomène même si c’était de manière partiellement incomplète » selon le président de la MIVILUDES, et la circulaire Raffarin de 2005 rappelle que le phénomène sectaire « doit alors être suivie avec une extrême vigilance de manière à prévenir tout agissement répréhensible et, s'il se produit, à engager sans délai l'action répressive ».
En 2013 le président de la MIVILUDES, Serge Blisko, expliquait au journal Le Figaro : « Nous n'avons pas reçu de signalement récent, mais nous continuons à surveiller ce mouvement de très près. »

### Entreprise Sevene Pharma
En décembre 2012, le blog Agriculture & Environnement publie une enquête de Gil Rivière-Wekstein qui dévoile les liens entre plusieurs cadres et actionnaires de Sevene Pharma et le mouvement Invitation à la vie, dont son président, Daniel Chauvin. Les documents sur lesquels s'appuient Gil Rivière-Wekstein montrent que Daniel Chauvin, qui préside le directoire de Sevene Pharma et détient 10 % des parts de la société, est aussi président de l'association IVI. D'autres membres historiques du mouvement sont actionnaires de l'entreprise, comme Anne de Constantin (qui a préfacé un livre de la fondatrice du mouvement) ou encore Marie d'Hennezel, propriétaire du domaine du Mazet, où sont cultivées les plantes à partir desquelles sont fabriqués les remèdes « détoxifiants » de Sevene Pharma étudiés et promus par Gilles-Éric Séralini. Ce dernier affirme : « J'ai en effet dirigé une thèse portant sur les effets de médicaments de détoxification commercialisés par Sevene Pharma et ces travaux ont fait l'objet de deux publications scientifiques. Mais j'ignorais tout des liens entre cette société et Invitation à la vie. ». Les publications scientifiques ont été invalidées par de multiples pairs et groupes académiques pour leurs méthodologies non conformes et le refus persistant des auteurs de fournir des données essentielles du protocole et des conclusions, en dépit des nombreuses demandes de relecteurs pairs .

## Voir également

#### Liens liés à Invitation à la Vie
- FIMB partenaire d’Invitation à la Vie
- CICNS (Centre d’information et de conseil sur les nouvelles spiritualités)

## Banques de données, dictionnaires et encyclopédies
- Site officiel
- Notices d'autorité :   - VIAF
  - IdRef